# Campionati del mondo di atletica leggera indoor 2014 - 60 metri piani maschili
La competizione si è svolta dal 7 al 9 marzo 2014.

## Podio
| Pos.    | Atleta        | Nazionalità | Tempo |
| ------- | ------------- | ----------- | ----- |
| Oro     | Richard Kilty | Regno Unito | 6"49  |
| Argento | Marvin Bracy  | Stati Uniti | 6"51  |
| Bronzo  | Femi Ogunode  | Qatar       | 6"52  |

## Situazione pre-gara

### Record
Prima di questa competizione, il record del mondo (WR) e il record dei campionati (CR) erano i seguenti.
| Record                | Prestazione | Atleta                     | Data                   | Competizione                     |
| --------------------- | ----------- | -------------------------- | ---------------------- | -------------------------------- |
| Record mondiale       | 6"39        | Maurice Greene Stati Uniti | 3 febbraio 1998 Madrid |                                  |
| Record mondiale       | 6"39        | Maurice Greene Stati Uniti | 3 marzo 2001 Atlanta   |                                  |
| Record dei campionati | 6"42        | Maurice Greene Stati Uniti | 7 marzo 1999 Maebashi  | Campionati del mondo indoor 1999 |

### Campioni in carica
I campioni in carica, a livello mondiale e continentale, erano:
| Campione | Atleta                    | Prestazione | Data                   | Competizione                     |
| -------- | ------------------------- | ----------- | ---------------------- | -------------------------------- |
| Mondiale | Justin Gatlin Stati Uniti | 6"46        | 11 marzo 2012 Istanbul | Campionati del mondo indoor 2012 |
| Europeo  | Jimmy Vicaut Francia      | 6"48        | 3 marzo 2013 Göteborg  | Campionati europei indoor 2013   |

### La stagione
Prima di questa gara, gli atleti con le migliori tre prestazioni dell'anno erano:
| # | Atleta                    | Prestazione | Data                         |
| - | ------------------------- | ----------- | ---------------------------- |
| 1 | James Dasaolu Regno Unito | 6"47        | 14 febbraio 2014 Birmingham  |
| 2 | Jimmy Vicaut Francia      | 6"48        | 15 febbraio 2014 Birmingham  |
| 2 | Marvin Bracy Stati Uniti  | 6"48        | 23 febbraio 2014 Albuquerque |

## Batterie
Le batterie si sono svolte a partire dalle 18:40 del 7 marzo 2014.
Si sono qualificati per le semifinali i primi 3 di ogni batteria (Q) e i 6 migliori tempi (q).

### Batteria 1
| Pos. | Nome                   | Nazione     | Tempo | Note                          |
| ---- | ---------------------- | ----------- | ----- | ----------------------------- |
| 1    | Gerald Phiri           | Zambia      | 6"59  | Q                             |
| 2    | Kimmari RoachH         | Giamaica    | 6"59  | Q                             |
| 3    | Marvin Bracy           | Stati Uniti | 6"60  | Q                             |
| 4    | Fabio Cerutti          | Italia      | 6"67  | q                             |
| 5    | Tom Kling-Baptiste     | Svezia      | 6"72  |                               |
| 6    | Sibusiso Matsenjwa     | eSwatini    | 6"88  |                               |
| 7    | Jean Thierie Ferdinand | Mauritius   | 6"98  | Miglior prestazione personale |

### Batteria 2
| Pos. | Nome                | Nazione     | Tempo | Note                          |
| ---- | ------------------- | ----------- | ----- | ----------------------------- |
| 1    | Bingtian Su         | Cina        | 6"58  | Q                             |
| 2    | Yoshihide Kiryū     | Giappone    | 6"65  | Q                             |
| 3    | Trell Kimmons       | Stati Uniti | 6"68  | Q                             |
| 4    | Hassan Taftian      | Iran        | 6"69  | q                             |
| 5    | Adam Zavacký        | Slovacchia  | 6"71  |                               |
| 6    | Odain Rose          | Svezia      | 6"71  |                               |
| 7    | Cristian Leguizamón | Paraguay    | 7"02  | Miglior prestazione personale |

### Batteria 3
| Pos. | Nome                | Nazione             | Tempo | Note                          |
| ---- | ------------------- | ------------------- | ----- | ----------------------------- |
| 1    | Jason Rogers        | Saint Kitts e Nevis | 6"59  | Q                             |
| 2    | Warren Fraser       | Bahamas             | 6"61  | Q                             |
| 3    | Peimeng Zhang       | Cina                | 6"65  | Q                             |
| 4    | Remigiusz Olszewski | Polonia             | 6"69  | q                             |
| 5    | T.J. Lawrence       | Canada              | 6"74  |                               |
| 6    | Gregory Bradai      | Polinesia francese  | 7"30  | Miglior prestazione personale |
| 7    | Yonder Namelo       | Micronesia          | 7"56  | Miglior prestazione personale |
| -    | Solomon Bockarie    | Sierra Leone        | dns   | dns                           |

### Batteria 4
| Pos. | Nome                      | Nazione        | Tempo | Note                          |
| ---- | ------------------------- | -------------- | ----- | ----------------------------- |
| 1    | Richard Kilty             | Regno Unito    | 6"53  | Q                             |
| 2    | Reza Ghasemi              | Iran           | 6"58  | Q                             |
| 3    | Nesta Carter              | Giamaica       | 6"58  | Q                             |
| 4    | Barakat Mubarak Al-Harthi | Oman           | 6"69  | q                             |
| 5    | Samuel Francis            | Qatar          | 6"69  |                               |
| 6    | Calvin Kang Li Loong      | Singapore      | 6"75  | Miglior prestazione personale |
| 7    | Benjamín Véliz            | Nicaragua      | 7"27  |                               |
| 8    | Jamodre Lalita            | Isole Marshall | 7"72  | Miglior prestazione personale |

### Batteria 5
| Pos. | Nome             | Nazione  | Tempo | Note                                     |
| ---- | ---------------- | -------- | ----- | ---------------------------------------- |
| 1    | Lucas Jakubczyk  | Germania | 6"57  | Q                                        |
| 2    | Dariusz Kuć      | Polonia  | 6"58  | Q                                        |
| 3    | Femi Ogunode     | Qatar    | 6"63  | Q                                        |
| 4    | Adrian Griffith  | Bahamas  | 6"69  |                                          |
| 5    | Rolando Palacios | Honduras | 6"78  | Miglior prestazione personale stagionale |
| 6    | Paul Williams    | Grenada  | 6"82  |                                          |
| 7    | Ddoyd Brown      | Aruba    | 7"47  | Miglior prestazione personale            |

### Batteria 6
| Pos. | Nome             | Nazione             | Tempo  | Note |
| ---- | ---------------- | ------------------- | ------ | ---- |
| 1    | Dwain Chambers   | Regno Unito         | 6"57   | Q    |
| 2    | Adam Harris      | Guyana              | 6"62   | Q    |
| 3    | Gavin Smellie    | Canada              | 6"63   | Q    |
| 4    | Brijesh Lawrence | Saint Kitts e Nevis | 6"63   | q    |
| 5    | Gabriel Mvumvure | Zimbabwe            | 6"64   | q    |
| 6    | Riste Pandev     | Macedonia           | 7,00 m |      |
| 7    | Faresa Kapisi    | Samoa Americane     | 7"14   |      |

## Semifinali
Le semifinali si sono svolte a partire dalle 18:30 dell'8 marzo 2014. Si sono qualificati per le semifinali i primi 2 di ogni batteria (Q) e i 2 migliori tempi (q).

### Semifinale 1
| Pos. | Nome                | Nazione             | Tempo | Note |
| ---- | ------------------- | ------------------- | ----- | ---- |
| 1    | Nesta Carter        | Giamaica            | 6"50  | Q    |
| 2    | Richard Kilty       | Regno Unito         | 6"52  | Q    |
| 3    | Gabriel Mvumvure    | Zimbabwe            | 6"60  |      |
| 4    | Trell Kimmons       | Stati Uniti         | 6"62  |      |
| 5    | Jason Rogers        | Saint Kitts e Nevis | 6"62  |      |
| 6    | Yoshihide Kiryū     | Giappone            | 6"62  |      |
| 7    | Reza Ghasemi        | Iran                | 6"62  |      |
| 8    | Remigiusz Olszewski | Polonia             | 6"66  |      |

### Semifinale 2
| Pos. | Nome           | Nazione     | Tempo | Note                          |
| ---- | -------------- | ----------- | ----- | ----------------------------- |
| 1    | Femi Ogunode   | Qatar       | 6"55  | Q                             |
| 2    | Kimmari Roach  | Giamaica    | 6"55  | Q                             |
| 3    | Bingtian Su    | Cina        | 6"57  | q                             |
| 4    | Dwain Chambers | Regno Unito | 6"58  | q                             |
| 5    | Warren Fraser  | Bahamas     | 6"59  |                               |
| 6    | Hassan Taftian | Iran        | 6"67  | Miglior prestazione personale |
| 7    | Fabio Cerutti  | Italia      | 6"71  |                               |
| 8    | Gavin Smellie  | Canada      | 6"74  |                               |

### Semifinale 3
| Pos. | Nome                      | Nazione             | Tempo | Note                                     |
| ---- | ------------------------- | ------------------- | ----- | ---------------------------------------- |
| 1    | Marvin Bracy              | Stati Uniti         | 6"52  | Q                                        |
| 2    | Gerald Phiri              | Zambia              | 6"57  | Q                                        |
| 3    | Adam Harris               | Guyana              | 6"59  |                                          |
| 4    | Lucas Jakubczyk           | Germania            | 6"60  |                                          |
| 5    | Dariusz Kuć               | Polonia             | 6"60  |                                          |
| 6    | Brijesh Lawrence          | Saint Kitts e Nevis | 6"68  |                                          |
| 7    | Barakat Mubarak Al-Harthi | Oman                | 6"68  | Miglior prestazione personale stagionale |
| 8    | Peimeng Zhang             | Cina                | 6"70  |                                          |

## Finale
La finale si è svolta alle 20:57 dell'8 marzo 2014.
| Pos.    | Nome           | Nazione     | Tempo | Note                          |
| ------- | -------------- | ----------- | ----- | ----------------------------- |
| Oro     | Richard Kilty  | Regno Unito | 6"49  | Miglior prestazione personale |
| Argento | Marvin Bracy   | Stati Uniti | 6"51  |                               |
| Bronzo  | Femi Ogunode   | Qatar       | 6"52  |                               |
| 4       | Bingtian Su    | Cina        | 6"52  |                               |
| 5       | Gerald Phiri   | Zambia      | 6"52  |                               |
| 6       | Dwain Chambers | Regno Unito | 6"53  |                               |
| 7       | Nesta Carter   | Giamaica    | 6"57  |                               |
| 8       | Kimmari Roach  | Giamaica    | 6"58  |                               |